# Kaple svatého Jana Nepomuckého (Radlice)
Kaple svatého Jana Nepomuckého v Praze Radlicích je prostá barokní kaple z roku 1722. Kaplička se nachází na adrese Radlická 150/333, v Praze 5-Radlicích, vedle nové kancelářské budovy u tramvajové zastávky a smyčky u stanice metra Radlická linky B.

## Historie

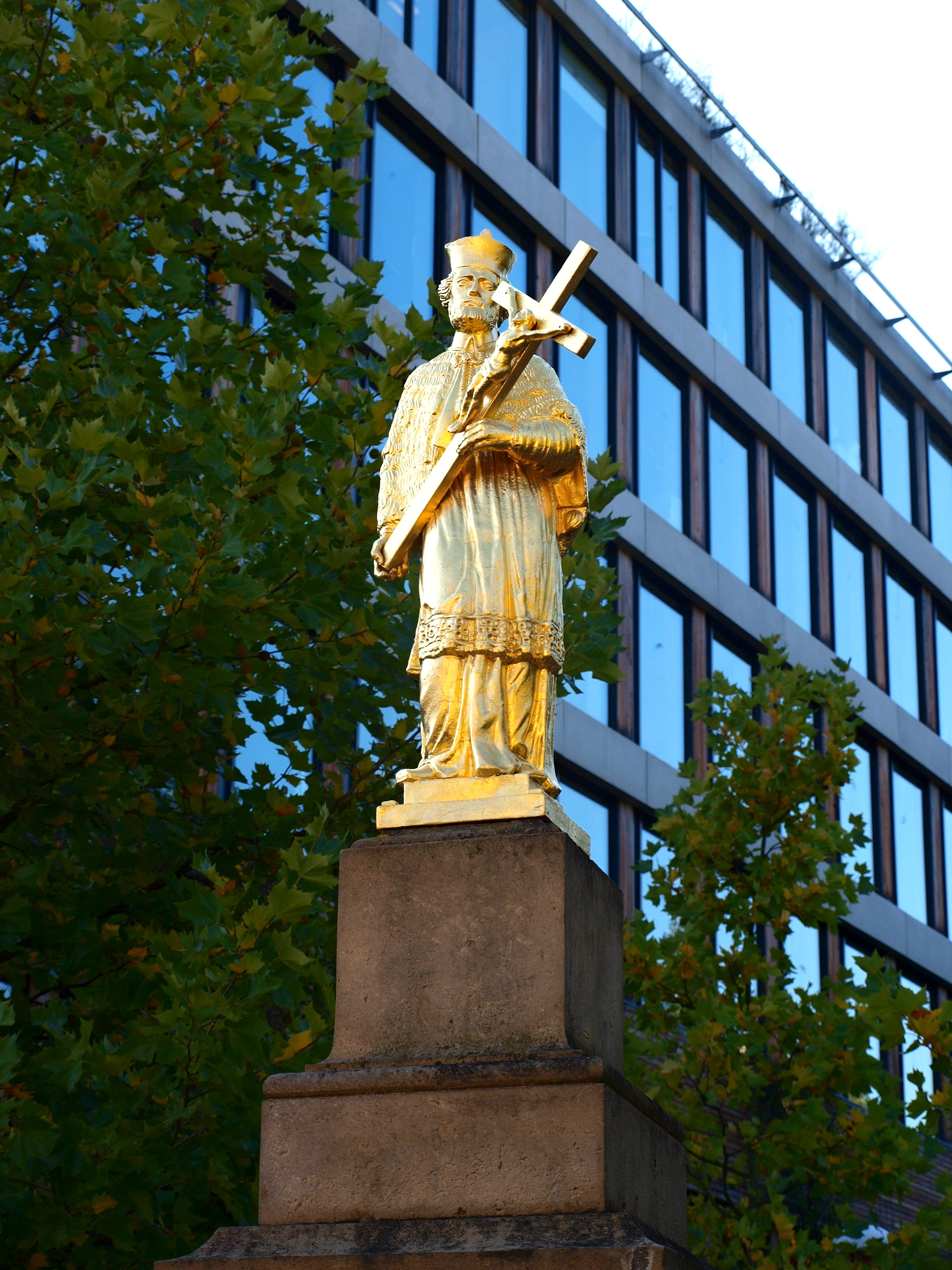
Socha svatého Jana před kaplí téhož jména

Kaple postavená v roce 1722 stojí v nejstarší části Radlic na bývalé návsi uprostřed někdejší samostatné obce. Dala ji postavit převorka Konventu dominikánek u svaté Anny a svatého Vavřince na Starém Městě pražském Marie Eleonora Ernestina, hraběnka von Schützen und Leopoldsheim za přispění řádových sester a svého otce.. Kaple je zároveň jedinou stavbou dochovanou z původní zástavby radlické návsi. V roce 2007 byla dokončena výstavba kancelářského komplexu ČSOB architekta Josefa Pleskota, která také financovala zároveň rekonstrukci kaple.

## Popis
Stavba kaple je architektonicky poměrně prostá na obdélníkovém půdorysu s jednoduchým portálem s kamenným erbem a sanktusovou věžičkou.

### Okolí kaple

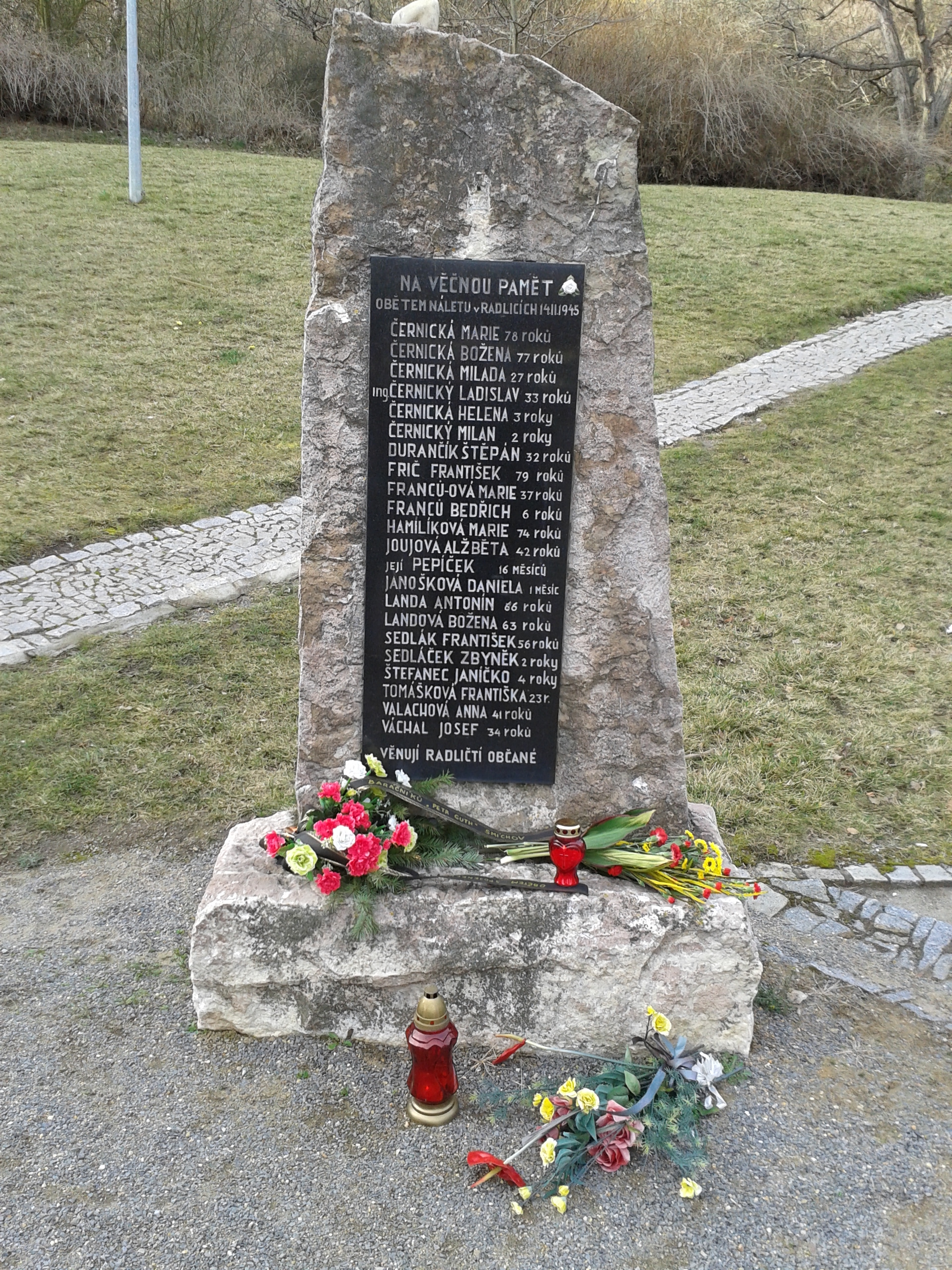
Pomník Obětem náletu 14. února 1945

V malém parčíku na prostranství před kaplí stojí rovněž kopie barokní sochy svatého Jana Nepomuckého z 19. století. Kaple i socha byly citlivě opraveny v letech 2006-2007 společně s výstavbou kancelářského komplexu podle návrhu architekta Josefa Pleskota na náklady ČSOB. Restaurovaný originál sochy byl předán místní farnosti.
V těsné blízkosti kaple se nachází pomník se jmény radlických občanů, kteří zahynuli při náletu na Prahu 14. února 1945.